# Cảnh sát Hoàng gia Malaysia
Cảnh sát Hoàng gia Malaysia (tiếng Mã Lai: Polis Diraja Malaysia (PDRM), tiếng Anh: Royal Malaysia Police (RPM)), là lực lượng cảnh sát liên bang và quốc gia mặc đồng phục (chủ yếu) ở Malaysia. Lực lượng này là một tổ chức tập trung và trụ sở chính đặt tại Bukit Aman, Kuala Lumpur. Lực lượng cảnh sát được lãnh đạo bởi Tổng thanh tra Công an, tính đến ngày 23 tháng 6 năm 2023, là Razarudin Husain.
Hiến pháp, kiểm soát, tuyển dụng, tuyển dụng, tài trợ, kỷ luật, nhiệm vụ và quyền hạn của lực lượng cảnh sát được quy định và điều chỉnh bởi Đạo luật Cảnh sát năm 1967.
RMP liên tục hợp tác với các lực lượng cảnh sát (công an) trên toàn thế giới, bao gồm cả sáu quốc gia láng giềng mà Malaysia có chung biên giới với: Công an Quốc gia Indonesia, Công an Quốc gia Philippines, Công an Hoàng gia Brunei, Công an Hoàng gia Thái Lan, Công an Singapore và Công an nhân dân Việt Nam.
Hiện có hơn 130.000 sĩ quan tuyên thệ trực thuộc Công an Hoàng gia Malaysia. RMP thường hợp tác chặt chẽ với các cơ quan thực thi pháp luật khác trong nước như cục hải quan, cục nhập cư, cơ quan thực thi hàng hải và nhiều cơ quan khác.